# Diocese de Três Lagoas
A Diocese de Três Lagoas (em latim: Dioecesis Trilacunensis) é uma circunscrição eclesiástica da Igreja Católica situada em Três Lagoas, no estado brasileiro de Mato Grosso do Sul. Foi erguida pelo Papa Paulo VI em 3 de janeiro de 1978, seguindo o rito romano, e está na dependência imediata da Arquidiocese de Campo Grande (unidade arquidiocesana desmembrada de Corumbá).
Apoiada pelas comunidades religiosas presentes em Três Lagoas, a diocese possui uma vasta rede de serviços de assistência social e de educação. A Diocese de Três Lagoas tem Sagrado Coração de Jesus como santo padroeiro.

## História
Até 1957, em todo o Estado do Mato Grosso do Sul, que naquela época fazia parte do Mato Grosso, havia uma só Diocese, a de Corumbá. A Diocese de Três Lagoas foi fundada no dia 3 de janeiro de 1978, originária do desmembramento da Diocese de Campo Grande.
Desde maio de 2009 o bispo de Três Lagoas foi o prelado brasileiro José Moreira Bastos Neto que veio a falecer em 2014. Atualmente a diocese abrange um total de 10 cidades. 

## Bispos
| Ordem | Nome                     | Período      | Notas                            |
| ----- | ------------------------ | ------------ | -------------------------------- |
| 4º    | Luiz Gonçalves Knupp     | 2015 — atual |                                  |
| 3º    | José Moreira Bastos Neto | 2009 — 2014  | Faleceu.                         |
| 2º    | Izidoro Kosinski, C.M.   | 1981 — 2009  |                                  |
| 1º    | Geraldo Majela Reis      | 1978 — 1981  | Nomeado Arcebispo de Diamantina. |

## Território
A Diocese de Três Lagoas compreende os 10 municípios da chamada "região do Bolsão" do Estado de Mato Grosso do Sul, no Brasil. Seu território é subdividido em 14 paróquias e duas foranias, abaixo listadas junto ao respectivo município:

### Foranias de Três Lagoas
Três Lagoas
- Paróquia Santo Antônio
- Paróquia Santa Luzia
- Paróquia Nossa Senhora Aparecida
- Paróquia Santa Rita de Cássia
- Paróquia São Francisco de Assis

Água Clara
- Paróquia Sagrado Coração de Jesus

Brasilândia
- Paróquia Cristo Bom Pastor

Santa Rita do Pardo
- Paróquia Santa Rita de Cássia

### Foranias de Paranaíba
Paranaíba
- Paróquia Sant'Ana
- Paróquia Santo Antônio

Aparecida do Taboado
- Paróquia Nossa Senhora Aparecida

Cassilândia
- Paróquia São José

Chapadão do Sul
- Paróquia São Pedro Apóstolo

Inocência
- Paróquia Senhor Bom Jesus

Selvíria
- Paróquia São João Batista

## Estatística
A diocese termina o ano de 2010, contava com uma população de 268.441 habitantes, sendo 161.106 católicos, representando 60% da população.